# みょーちゃん
みょーちゃん（1975年9月23日（49歳） - ）は、日本のお笑いタレント。本名、茗荷 貴史（みょうが たかふみ）。鳥取県境港市出身。松竹芸能所属。

## 人物・来歴
身長173cm、体重60kg、血液型はA型。鳥取県立米子西高等学校時代に茗荷、山根、川田、永榮の4人で『川田とその愉快な仲間たち&戸塚ヨットスクールズ』というグループ名で活動を行っていたが、方向性の違いから川田、永榮が脱退。中心人物であった川田の脱退により求心力を失ったグループは解散を余儀無くされた。
高校を卒業後、大阪電気通信大学に進学。大阪で元メンバーの1人である山根と偶然に再会し、お笑いコンビ『荒波部屋』を結成、活動していたが2000年（平成12年）5月に解散。その後、同じ事務所に所属する代走みつくにとお笑いコンビ『ハンヘイレン』を結成したが短期間で解散。以降は趣味の1つであるジャグリングを活かしてピン芸人『みょーちゃん』として活動している。
ちなみに、元相方である山根太正（ヤマネヒロマサ）はインディーズロックバンド『MARSAS SOUND MACHINE』（マーサス・サウンド・マシーン）のギタリストとして活動した後、ザ・森東にてお笑いコンビさらば青春の光のマネージャーをしている。その山根ともコンビ解散後も、たまにSNSなどで食事に行った時の写真をアップロードしたり、Twitterでやりとりをするなど親交は続いてる。
過去に団長、タケウチパンダ、せんたくばさみなど同期の芸人達と共に結成した『夕べざかり』のメンバーとして活動していた。
2016年、とっとりふるさと大使に任命される。

## 芸風
白のアマレススーツの下に赤のベルボトムパンツを穿き、頭髪の後ろ半分以外を剃り落とした落ち武者のようなヘアスタイル（登場時にはカツラを付けており、後述のジャグリング技『姉歯』で使用する）という珍妙な格好をトレードマークとしている。
芸風は3つのボールを使う基礎的なトスジャグリングではあるが、他に類を見ないアクション（本人曰く「下手なジャグリングをどうやって面白く見せるか」）を取り入れており、それぞれの技に対して観客にわかりやすいように名前を付けている。披露する技の中には後述の『黒ひげ救出』のように成功確率が低いものもあり、自身と観客の祈りによって成功へと導き、その感動を観客と分かち合うためとして自身の芸を『祈り芸』と称している（2008年8月1日『2008ぺんたワイワイ夏まつり・ぺんたお笑いライブ』にて）。

### ジャグリング技
神隠し
ジャグリングの途中で1つのボールを高く投げ上げ、胸元を広げたアマレススーツの中にボールを落とし込む。
姉歯
『神隠し』で手元に残った2つのボールでジャグリングをしている途中でカツラを取り、それを含めてジャグリングを続行する。技が終わると、以降はそのカツラは使用しない。
カブトムシ
ラバーカップを取り出し、2つのボールと共にジャグリングをしている途中で『姉歯』で晒された頭部に一定の間隔で着脱を行う。
黒ひげ救出
玩具の『黒ひげ危機一発』を頭に括り付け、短剣を突き刺していく中で飛び出した人形をキャッチすると同時に2つのボールと共にジャグリングを行う。フィニッシュの際に、『神隠し』と同じ方法で人形またはボールをアマレススーツに入れる場合もある。本人はこの技を「成功率40%」と公言している。
現時点でのネタの進行は、別れをテーマとした短いパントマイム→『神隠し』→『姉歯』→『カブトムシ』（使用BGM：五輪真弓「恋人よ」）を前半、準備をしての『黒ひげ救出』（使用BGM：さだまさし「防人の詩」）を後半とする2部構成でほぼ固定されている。芸風がジャグリングのために基本的にはサイレントだが、出番の長い舞台では「細かすぎて伝わらないモノマネ選手権」で披露した韓国映画ネタをはさむ場合もある。

## みょーちゃん劇団
お笑い芸人としての活動の傍ら、2008年9月に自らが脚本・演出を手がける劇団として「みょーちゃん劇団」を旗揚げ。主に同じ松竹芸能所属の芸人をキャストに起用して、年1〜2回程度の公演を行っている。2017年のみ　みょーちゃん劇団は活動していない。2018年以降には復活した
「みょーちゃん劇団」の名称は、『とんねるずのみなさんのおかげでした』の「博士と助手〜細かすぎて伝わらないモノマネ選手権〜」（『みなさん』終了後に始まった特番含む）に出演する際にも使われる（主に韓国映画風のネタ。「Auld Lang Syne」に「愛国歌」の歌詞を載せて歌うネタなどがある）。松竹芸能のみならず、キートン（吉本興業所属）など他事務所からもタレントが参加する。

## 出演

### TV
- A（日本テレビ系）
- とんねるずのみなさんのおかげでした「博士と助手〜細かすぎて伝わらないモノマネ選手権〜」（フジテレビ系） - 第10回、第12回、第22回 出場
- 爆笑レッドカーペット（フジテレビ）-　キャッチコピーは『大阪に生息　哀愁芸人』→『上京した哀愁芸人』
- 新春ピンクカーペット（フジテレビ）-キャッチコピーは『上京した哀愁芸人』
- セレブと貧乏太郎（フジテレビ系）－主人公・佐藤太郎（上地雄輔）の日雇い労働仲間として出演。2008年10月14日放送。
- お笑いメリーゴーランド（TBS）TKO木下チームとして出演。2008年10月16日放送。
- お笑い図鑑 ハマヌキ（tvk）
- 笑いの祭典 ゴールドステージ!!（日本テレビ）
- 初詣!爆笑ヒットパレード2010（フジテレビ、2010年1月1日）
- 新世紀ネタキング決定戦 （TOKYO MX、2011年1月13日）
- 人志松本の○○な話（フジテレビ、2011年11月25日）

### ウェブドラマ
- 全裸監督2（2021年6月24日 全話配信、Netflix） - 1話

### ラジオ
- みょ〜なラジオ（2021年4月4日 - 2022年9月25日、BSS山陰放送）[3][4]

### CM
- ヘリオス大阪（代走みつくに・タケウチパンダと共にユニット『ピントコンナ』として出演）

### DVD
- お笑いTYPHOON!DVD 安田大サーカス 汗かきベソかき大作戦!!（『夕べザカリ』のメンバーとして出演）

## 著書
- 『鳥取あるある』（岩原弘幸と共著）、TOブックス、2015年